# Центральные провинции и Берар

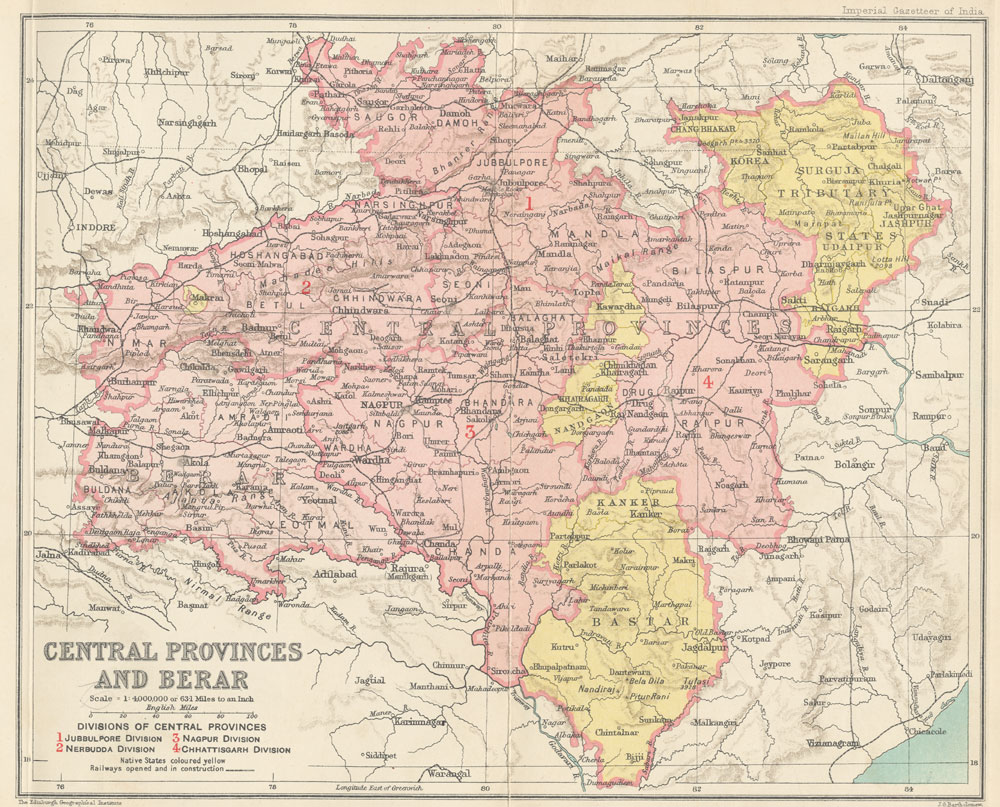
Берар и Центральные провинции в 1909 году. Жёлтым цветом закрашены подчинённые губернатору провинции туземные княжества

Центральные провинции и Берар (англ. Central Provinces and Berar) — одна из провинций Британской Индии.

## История
В 1860 году по договору с низамом Хайдарабада британцы взяли на себя управление частью округов исторической области Берар. В 1861 году путём объединения Территорий Саугор и Нербудда и Нагпурской провинции восточнее Берара были образованы Центральные провинции.
5 ноября 1902 года низам Хайдарабада подписал договор о передаче Берара британцам в постоянную аренду в обмен на крупные ежегодные выплаты. Лорд Кёрзон решил объединить Берар с Центральными провинциями, и 17 сентября 1903 года об этом было объявлено официально. 24 октября 1936 года Центральные провинции были преобразованы в новую провинцию — Центральные провинции и Берар.
В соответствии с Актом о правительстве Индии 1935 года в провинциях создавались избираемые Провинциальные Ассамблеи. Туземные княжества выводились из-под власти провинций, и переводились в подчинение ряду новых агентств, ответственных непосредственно перед Генерал-губернатором Индии.
В 1937 году прошли первые выборы в провинциальную Ассамблею, на которых большинство мест завоевал Индийский национальный конгресс, первым премьер-министром провинции в августе стал Нараянбхаскар Кхаре. В 1938 году Кхаре ушёл в отставку, и провинция перешла под непосредственное управление губернатора. Новые выборы, на которых опять большинство мест завоевал Индийский национальный конгресс, прошли в 1946 году, премьер-министром стал Равишанкар Шукла.
После обретения Индией независимости 15 августа 1947 года Центральные провинции и Берар стали провинцией нового государства. Туземные княжества, подчинённые провинции до 1936 года, были возвращены в её состав в качестве районов. Когда в 1950 году вступила в силу Конституция Индии, Центральные провинции и Берар были преобразованы в штат Мадхья-Прадеш.

## Административное деление
Центральные провинции и Берар делились на 22 района (districts), сгруппированные в 5 областей (divisions):
- Область Джуббулпор (округа Джуббулпор, Саугор, Дармох, Сеони и Мандла)
- Область Нербудда (округа Нарсингхпур, Хошангабад, Нимар, Бетул и Чхиндвара)
- Область Нагпур (округа Нагпур, Бхандара, Чанда, Вардха и Балагхат)
- Область Чхаттисгарх (округа Биласпур, Райпур и Дург)
- Область Берар (округа Амраоти, Акола, Элличпур, Булдхана, Басим и Вун)

Также Центральным провинциям и Берару подчинялись 15 туземных княжеств: Макрай, Бастар, Канкер, Нандгаон, Кайрагарх, Чхуйкхадан, Кавардха, Сакти, Райгарх, Сарангарх, Чангбхакар, Кория, Сиргуджа, Удайпур и Джашпур.